# Biscuiterie Cherchell
Biscuiterie  Cherchell est une entreprise algérienne qui fabrique des biscuits. Elle a été rachetée en 2005 par l'entreprise FLASH Algerie.

## Historique
La Biscuiterie de Cherchell était une société publique lancée en 1974 par la SN SEMPAC et dont l'usine de 75 000 m2 a été inaugurée en 1982.
En 1984, la société est transférée au groupe public ERIAD Alger.
En 2001, dans le cadre de la restructuration des sociétés publiques, elle fera partie de la SGP CEGRO, une société de gestion des participations publiques regroupant des entreprises du secteur des céréales.
En 2004, l'entreprise est privatisée au profit du groupe agroalimentaire Flash Algérie. En février 2005 l'acquéreur s'associe au groupe turc Ülker qui achète 8 % des actions.
Entre 2009 et 2010, des investissements sont faits dans la modernisation de l'usine qui se lance sous la marque Saveurs de Cherchell dans une diversification pour fabriquer des boissons, des flans et des soupes.